# Esteghlal FC
Esteghlal Tehran Football Club (باشگاه فوتبال استقلال  تهران, semnificând Independență în persană) cunoscut înainte de revoluția Iraniană ca Taj Tehran Football Club (باشگاه فوتبال تاج تهران, Coroană în persană) este un club iranian profesionist de fotbal din Tehran, care în prezent evoluează în Iran Pro League.

## Palmares

### Național
- Iranian Football League (Iran Pro League since 2001):
- - Câștigători (8): 1970–71, 1974–75, 1989–90, 1997–98, 2000–01, 2005–06, 2008–09, 2012–13
  - Locul secund (8): 1973–74, 1991–92, 1994–95, 1998–99, 1999-00, 2001–02, 2003–04, 2010–11
- Tehran Football League:
  - Câștigători (14): 1949, 1951, 1956, 1957, 1959, 1961, 1963, 1969, 1970, 1971, 1972, 1983, 1985, 1991
  - Locul secund  (7): 1947, 1952, 1959, 1971, 1983, 1990, 1991
- Tehran Hazfi Cup:
  - Câștigători (4): 1947, 1951, 1958, 1959

- Hazfi Cup:
  - Câștigători (6):, 1976–77, 1995–96, 1999–00, 2001–02, 2007–08, 2011–12
  - Locul secund (3): 1989–90, 1998–99, 2003–04

### Continental
- AFC Champions League:
  - Câștigători (2): 1970, 1990–91
  - Locul secund (2): 1991, 1998–99
  - Locul trei (2): 1971, 2001–02

### Titluri neoficiale
- Caspian Cup:
  - Câștigători (1): 1996
- Kish Quartet Competition Cup:
  - Câștigători (1): 1996
- Ettehad Cup:
  - Câștigători (1): 1973
- Turkmenistan President's Cup:
  - Câștigători(1): 1998
- Bordoloi Trophy:
  - Câștigători(1): 1989
- Milz Cup:
  - Câștigători(4): 1969 , 1970 , 1971, 1989
  -  Locul secund (1): 1972
- Qatar Independence Cup:
  - Câștigători(1): 1991
- Emirates Quartet Competition Cup:
  - Locul secund (1): 1996

## Legături externe
- Official Website Arhivat în 28 iunie 2011, la Wayback Machine.
- en  Goal Page
- en  Futbol24 Page
- en  Soccerway Page
- fa  Parsfootball Page
- en  Worldfootball Page
- en  Footballdatabase Page